# Мумията: Анимационният сериал
„Мумията: Анимационният сериал“ (на английски: The Mummy: The Animated Series) е анимационен сериал, произведен от Universal Animation Studios и да се възползва от успеха на поредицата Мумията.

## „Мумията: Анимационният сериал“ в България
На 22 ноември 2009 г. Нова телевизия излъчва филма „Мумията: В търсене на изгубените свитъци“ с български дублаж. Екипът се състои от:
| Пост                 | Име                                                                                 |
| -------------------- | ----------------------------------------------------------------------------------- |
| Преводач             | Лидия Иванова                                                                       |
| Озвучаващи артисти   | Йорданка Илова Лина Златева Пламен Манасиев Светозар Кокаланов Георги Георгиев-Гого |
| Режисьор на дублажа  | Ралица Ботева                                                                       |
| Техническа обработка | Арс Диджитал Студио                                                                 |
| Тонрежисьор          | Михаил Михайлов                                                                     |

На 11 май 2013 г. KinoNova започва да излъчва сериала с български дублаж. Екипът се състои от:
| Пост               | Име                                                           |
| ------------------ | ------------------------------------------------------------- |
| Преводач           | Йорданка Василева                                             |
| Тонрежисьор        | Димитър Кукушев                                               |
| Озвучаващи артисти | Даниела Йорданова Силвия Русинова Силви Стоицов Христо Узунов |